# Sân bay quốc tế Thủ đô Bắc Kinh
Sân bay quốc tế Thủ Đô Bắc Kinh (giản thể: 北京首都国际机场; phồn thể: 北京首都國際機場; bính âm: Běijīng Shǒudū Guójì Jīchǎng; tiếng Anh: Beijing Capital International Airport; Hán-Việt: Bắc Kinh Thủ đô Quốc tế Cơ trường) là sân bay quốc tế phục vụ thủ đô Bắc Kinh. Dự án nâng cấp sân bay này có giá trị 500 triệu euro (625 triệu Đô la Mỹ) vay của Ngân hàng Phát triển châu Âu. Sân bay quốc tế Thủ Đô Bắc Kinh là sân bay nhộn nhịp nhất Trung Quốc, lượng khách tăng trưởng hai con số kể từ năm 2003, là sân bay bận rộn nhất châu Á về lượng máy bay hoạt động, vượt lên trên Sân bay quốc tế Tokyo. Về lượng khách, sân bay này bận rộn thứ 2 châu Á và bận rộn thứ 14 thế giới năm 2005 với tổng lượng khách phục vụ là 33.143.003, cao hơn Sân bay quốc tế Hồng Kông. Năm 2009, sân bay này đã phục vụ 488.495 lượt chuyến, 65.329.851 lượt khách., năm 2010, sân bay phục vụ 73,8 triệu lượt khách, là sân bay lớn nhất Trung Quốc về lượt khách thông qua, năm 2013 là 83,7 triệu lượt khách, là sân bay thứ 2 thế giới về số lượt khách thông qua, chỉ sau sân bay quốc tế Hartsfield-Jackson Atlanta ở thành phố Atlanta, bang Georgia, Hoa Kỳ (với 89,3 triệu lượt khách). Sân bay này cách trung tâm Bắc Kinh 20 km về phía đông bắc.
Năm 2015, số lượng khách thông qua sân bay này là hơn 89,9 triệu lượt khách, xếp thứ nhì thế giới sau sân bay quốc tế Hartsfield-Jackson Atlanta.

## Lịch sử
Sân bay Thủ Đô Bắc Kinh đã được mở cửa vào ngày 2 tháng 3 năm 1958. Sân bay sau đó bao gồm một nhà ga nhỏ, vẫn còn tồn tại cho đến ngày nay, được sử dụng cho các chuyến bay VIP và các chuyến bay thuê. Ngày 01 Tháng 1 năm 1980, nhà ga mới và lớn hơn được xây dựng - có màu xanh lục đã được khai trương, với các chỗ đỗ cho 10-12 máy bay. Nhà ga lớn hơn nhà ga thập niên 1950, nhưng giữa những năm 1990, nó trở nên quá nhỏ. Sau đó, nhà ga này đã được đóng cửa để cải tạo sau khi mở nhà ga 2.
Vào cuối năm 1999, để đánh dấu kỷ niệm 50 năm thành lập nước Cộng hòa Nhân dân Trung Hoa, sân bay này đã được mở rộng một lần nữa. Nhà ga mới này mở cửa vào ngày 11 tháng 11, và được đặt tên là nhà ga 2. 20 Tháng 9 năm 2004, mở cửa nhà ga số 1 mới cho một vài hãng hàng không, bao gồm cả các chuyến bay nội địa và quốc tế của hãng hàng không China Southern Airlines từ Bắc Kinh. Các hãng hàng không các chuyến bay nội địa và quốc tế vẫn hoạt động trong nhà ga số 2.
Một đường băng thứ ba mở cửa vào ngày 29 tháng 10 năm 2007, để làm giảm tắc nghẽn trên hai đường băng khác.
Một dự án mở rộng, nhà ga số 3 (T3) được hoàn thành vào tháng 2 năm 2008, trong thời gian cho Thế vận hội Bắc Kinh. Việc mở rộng quy mô khổng lồ đợt này bao gồm một đường băng thứ ba và nhà ga hành khách khác cho sân bay Bắc Kinh, và một kết nối đường sắt giữa sân bay với trung tâm thành phố. Tại thời điểm mở cửa nhà ga này, nó là cấu trúc do con người xây dựng lớn nhất trên thế giới về diện tích, và một mốc lớn ở Bắc Kinh đại diện cho các thành phố đang phát triển và phát triển của Trung Quốc. Mở rộng phần lớn được tài trợ bởi một khoản vay 30 tỷ yên từ Nhật Bản và 500 triệu euro (USD 625 triệu USD) vốn vay từ Ngân hàng Đầu tư châu Âu (EIB). Khoản vay này là lớn nhất từ trước đến nay của EIB cấp ở châu Á, thỏa thuận đã được ký kết trong Hội nghị thượng đỉnh Trung Quốc-EU 8 được tổ chức vào tháng 9 năm 2005.
Từ lưu thời điểm Thế vận hội 2008 và với việc hoàn thành nhà ga mới, sân bay Thủ đô Bắc Kinh đã vượt qua sân bay quốc tế Haneda-Tokyo là sân bay bận rộn nhất ở châu Á dựa trên lưu lượng chuyên chở hành khách theo lịch trình.
Do năng lực hạn chế tại Sân bay Quốc tế Thủ đô Bắc Kinh, sân bay sân bay mới ở Đại Hưng được khởi công xây dựng từ năm 2012 hoàn thành vào năm 2017, có 9 đường băng, công suất thiết kế từ 120-200 triệu lượt khách mỗi năm. Chưa rõ việc phân chia các tuyến bay giữa hai sân bay.

## Các hãng hàng không

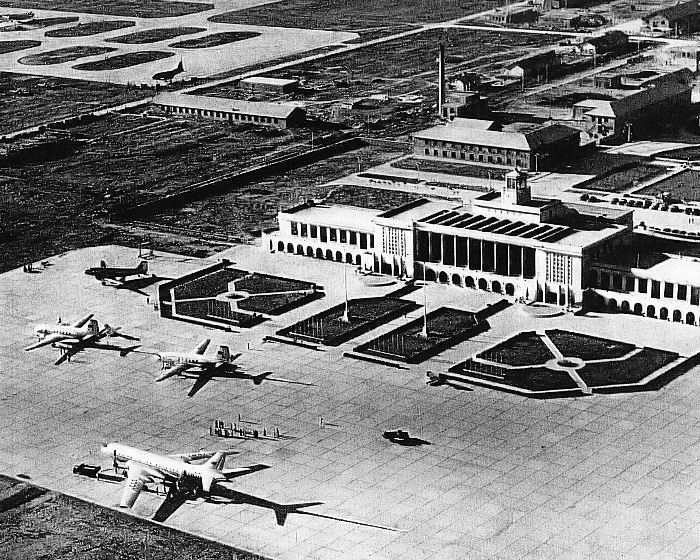
Sân bay Thủ Đô Bắc Kinh vào năm 1959

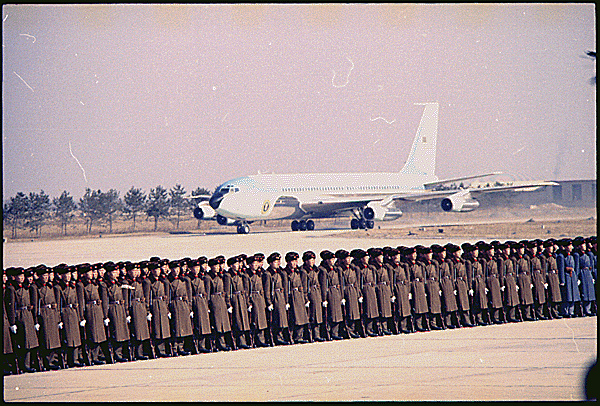
Air Force One của Tổng thống Hoa Kỳ Richard Nixon tại Sân bay Thủ Đô Bắc Kinh năm 1972.

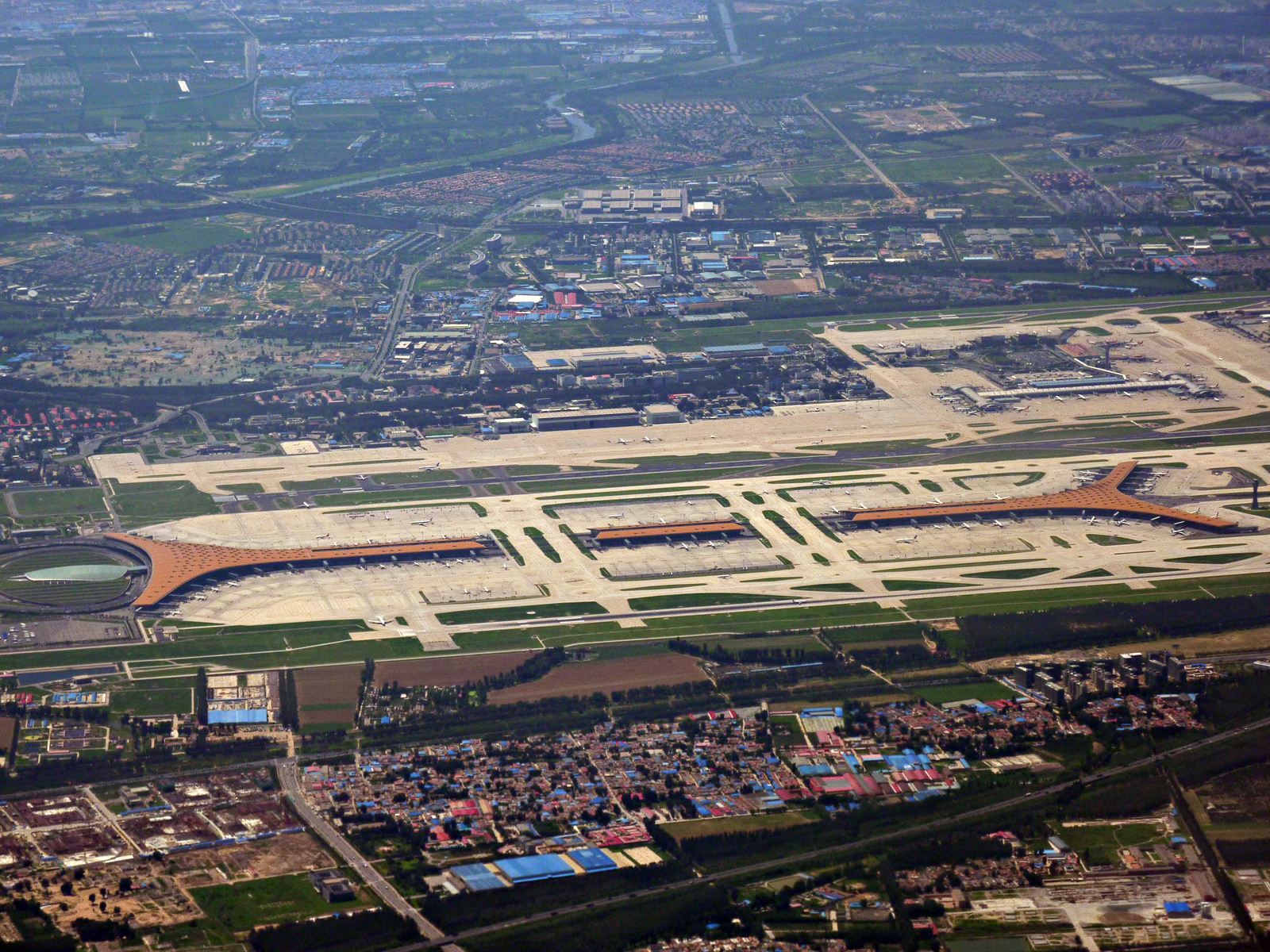
Sân bay Thủ đô Bắc Kinh nhìn từ trên cao

### Hành khách

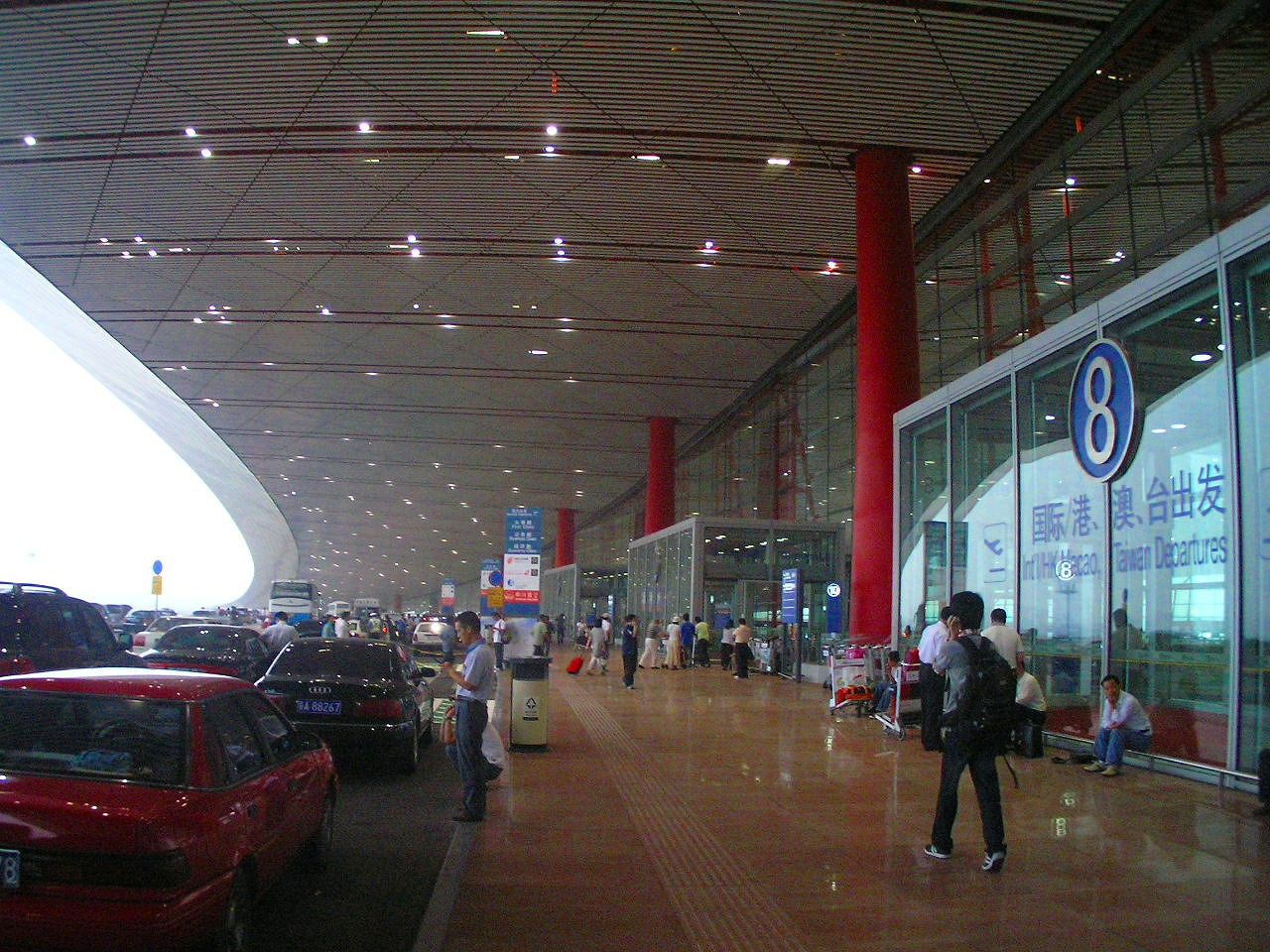
Nhà ga T3

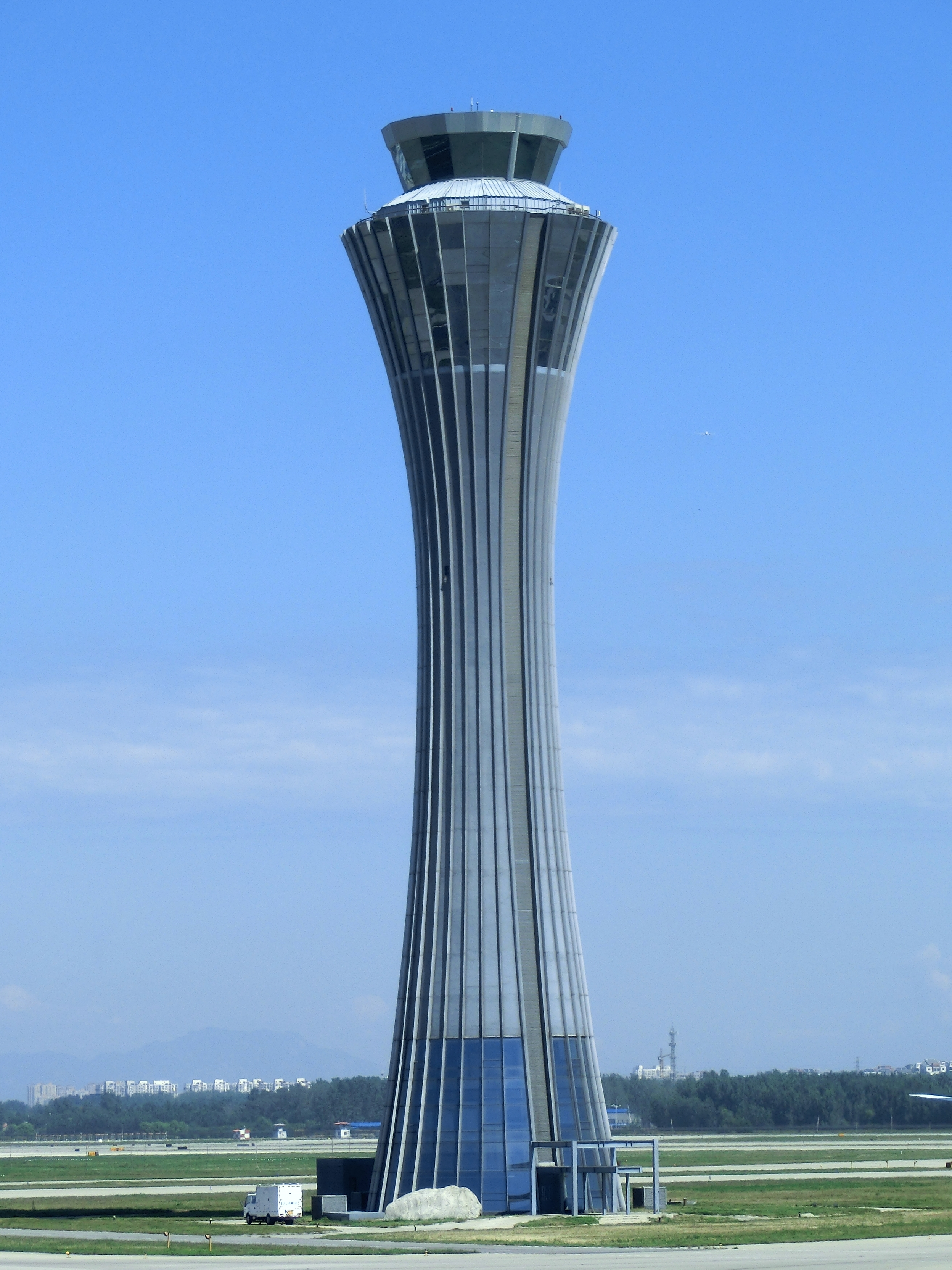
Tháp không lưu

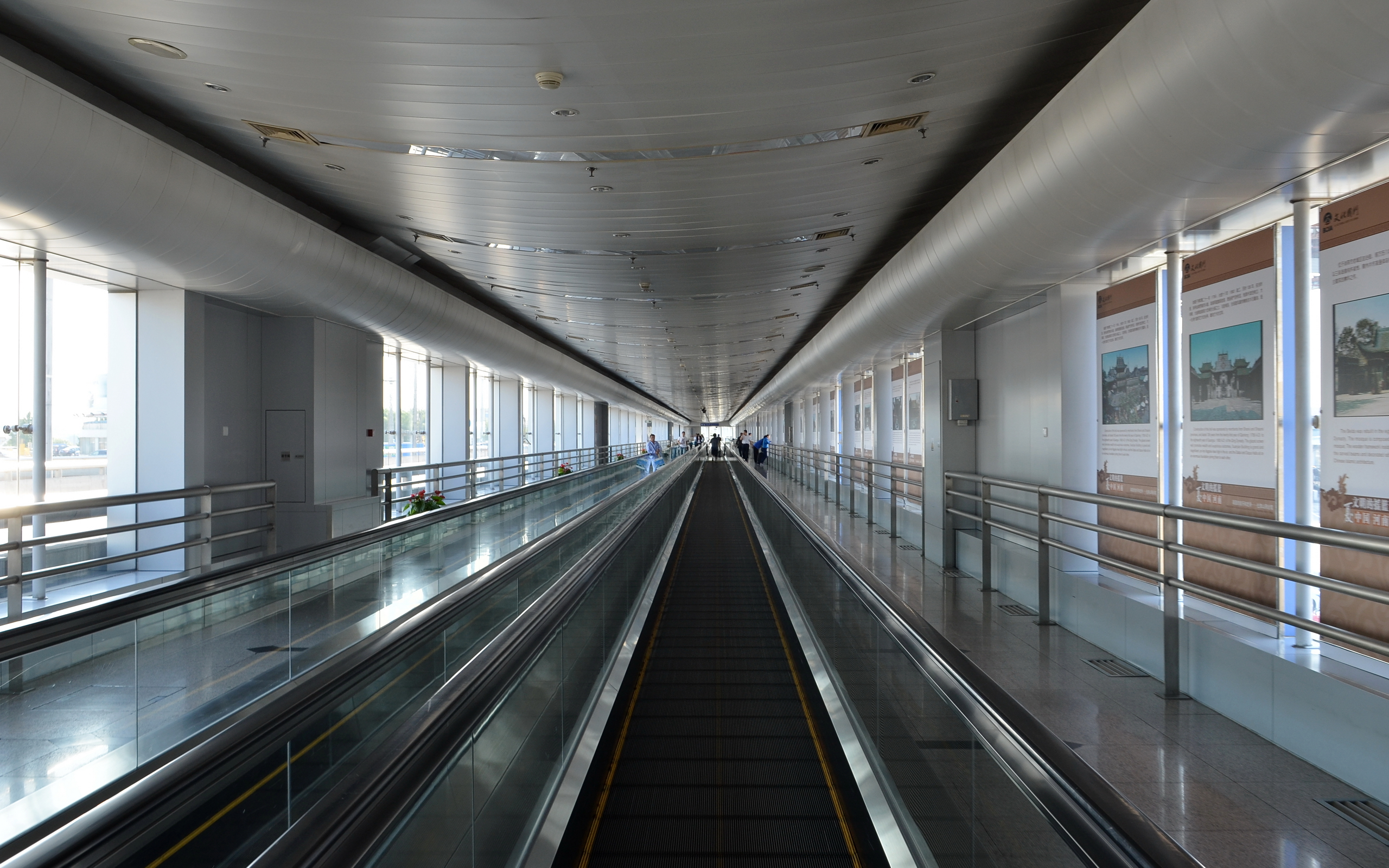
Thang máy nối ga T1 và T2

| Hãng hàng không                 | Các điểm đến |
| ------------------------------- | --- |
| Air Algérie                     | Algiers |
| Air Astana                      | Almaty, Astana |
| Air China                       | Aksu, Astana, Athens, Auckland, Bangkok-Suvarnabhumi, Bao Đầu, Barcelona, Bắc Hải, Budapest, Busan, Trường Xuân, Trường Sa, Trường Trị, Thường Châu, Thành Đô-Song Lưu, Thành Đô-Thiên Phủ, Chiang Mai, Chita, Trùng Khánh, Copenhagen, Đại Lý, Đại Liên, Đan Đông, Đại Khánh, Đạt Châu, Dubai, Đôn Hoàng, Frankfurt, Fukuoka, Phụ Dương, Phú Viễn, Phúc Châu, Genève, Quảng Nguyên, Quảng Châu, Quế Lâm, Quý Dương, Hải Khẩu, Hailar, Kumul, Hàng Châu, Hà Nội, Cáp Nhĩ Tân, Hợp Phì, Hành Dương, Hiroshima, Thành phố Hồ Chí Minh, Hồng Kông, Hoà Điền, Hoài An, Huệ Châu, Islamabad, Istanbul, Jakarta–Soekarno Hatta, Giai Mộc Tư, Kiến Tam Giang, Yết Dương, Cảnh Đức Trấn, Tĩnh Cương Sơn, Johannesburg–O. R. Tambo, Jinnah, Karamay, Kashgar, Korla, Kuala Lumpur, Côn Minh, Lan Châu, Lhasa, Liên Vân Cảng, Lệ Giang, Lâm Phần, London-Gatwick, London-Heathrow, Los Angeles, Lữ Lương, Madrid, Manila, Mãn Châu Lý, Melbourne, Miên Dương, Milan-Malpensa, Minsk, Moscow–Sheremetyevo, Mẫu Đơn Giang, Munich, Nagoya-Chubu, Naha, Nam Xương, Nam Kinh, Nam Ninh, Nam Thông, New York-John F. Kennedy, Ninh Ba, Nyingchi, Ngạc Nhĩ Đa Tư, Osaka-Kansai, Paris–Charles de Gaulle, Phnôm Pênh, Phuket, Thanh Đảo, Tề Tề Cáp Nhĩ, Cù Châu, Roma-Fiumicino, San Francisco, Tam Á, Sapporo-Chitose, Sendai, Seoul-Gimpo, Seoul-Incheon, Thượng Hải-Hồng Kiều, Thượng Hải-Phố Đông, Thượng Nhiêu, Thiệu Dương, Thẩm Dương, Thâm Quyến, Thạch Hà Tử, Thập Yển, Singapore, Tùng Nguyên, Stockholm–Arlanda, Sydney, Đài Bắc-Đào Viên, Thái Nguyên, Thai Châu, Tokyo-Haneda, Tokyo-Narita, Thông Hóa, Tumxuk, Ulaanbaatar, Ô Lan Hạo Đặc, Ürümqi, Vancouver, Vienna, Warsaw–Chopin, Washington-Dulles, Uy Hải, Ôn Châu, Vũ Hán, Hạ Môn, Tây An, Tây Xương, Tích Lâm Hạo Đặc, Tây Ninh, Diên An, Diêm Thành, Yangon, Dương Châu, Diên Cát, Yên Đài, Nghi Tân, Nghi Xương, Giang Tây-Nghi Xuân, Ngân Xuyên, Ý Ninh, Nghĩa Ô, Vận Thành, Trương Gia Giới, Trạm Giang, Trịnh Châu, Châu Hải, Tuân Nghĩa-Mao Đài |
| Air China Inner Mongolia        | Bayan Nur, Bắc Hải, Quý Dương, Hô Hòa Hạo Đặc, Ninh Ba, Ngạc Nhĩ Đa Tư, Thông Liêu, Uy Hải, Tây An, Yên Đài, Châu Hải |
| Air France                      | Paris–Charles de Gaulle |
| Air Koryo                       | Bình Nhưỡng |
| Air Macau                       | Ma Cao |
| All Nippon Airways              | Osaka-Kansai, Tokyo-Haneda, Tokyo-Narita |
| Asiana Airlines                 | Seoul-Gimpo, Seoul-Incheon |
| Azerbaijan Airlines             | Baku |
| Cathay Pacific                  | Hồng Kông |
| China Airlines                  | Đài Bắc-Đào Viên |
| China Eastern Airlines          | Thượng Hải-Hồng Kiều |
| Dalian Airlines                 | Trường Sa, Đại Liên, Cám Châu, Quế Lâm, Hoàng Sơn, Liễu Châu, Nam Ninh, Hạ Môn, Tây An |
| Egyptair                        | Cairo |
| Emirates                        | Dubai |
| Ethiopian Airlines              | Addis Ababa |
| EVA Air                         | Đài Bắc-Đào Viên |
| Grand China Air                 | Hailar, Cửu Giang, Lan Châu, Quảng Tây-Ngọc Lâm |
| Hainan Airlines                 | An Khánh, Bangkok-Suvarnabhumi, Belgrade, Berlin, Boston, Brussels, Trường Xuân, Trường Sa, Thành Đô-Song Lưu, Trùng Khánh, Đại Liên, Đông Dinh, Quảng Châu, Quế Lâm, Quý Dương, Hải Khẩu, Hàng Châu, Cáp Nhĩ Tân, Irkutsk, Giai Mộc Tư, Kê Tây, Côn Minh, Lãng Trung, Lan Châu, Lũng Nam, Manchester, Mãn Châu Lý, Moscow–Sheremetyevo, Mẫu Đơn Giang, Nam Xương, Nam Ninh, Osaka-Kansai, Phuket, Kiềm Giang, Khánh Dương, Quỳnh Hải, Saint Peterburg, Tam Á, Thượng Hải-Hồng Kiều, Thượng Hải-Phố Đông, Thâm Quyến, Đài Bắc-Đào Viên, Tel Aviv, Tokyo-Narita, Ürümqi, Ôn Châu, Ô Hải, Vũ Hán, Hạ Môn, Tây An, Tây Song Bản Nạp, Diên An, Nghi Xương, Ngân Xuyên, Nhạc Dương, Thiển Tây-Du Lâm Theo mùa: Dublin, Edinburgh |
| Hongkong Airlines               | Hồng Kông |
| Japan Airlines                  | Tokyo-Haneda |
| Jeju Air                        | Jeju |
| Jiangxi Air                     | Nam Xương |
| KLM                             | Amsterdam |
| Korean Air                      | Jeju, Seoul-Gimpo, Seoul-Incheon |
| Kunming Airlines                | Côn Minh |
| Loong Air                       | Hàng Châu |
| LOT Polish Airlines             | Warsaw–Chopin |
| Lucky Air                       | Côn Minh |
| Lufthansa                       | Frankfurt, Munich |
| Mahan Air                       | Tehran–Imam Khomeini |
| MIAT Mongolian Airlines         | Ulaanbaatar |
| Pakistan International Airlines | Islamabad |
| Philippine Airlines             | Manila |
| Shandong Airlines               | Phúc Châu, Thanh Đảo, Hạ Môn, Yên Đài, Châu Hải |
| Shenzhen Airlines               | Thành Đô-Song Lưu, Nam Ninh, Nam Thông, Tuyền Châu, Thâm Quyến, Vô Tích, Tương Dương, Giang Tây-Nghi Xuân |
| Sichuan Airlines                | Cairo, Thành Đô-Song Lưu, Thành Đô-Thiên Phủ, Trùng Khánh, Côn Minh, Miên Dương, Tam Á, Vạn Châu, Vũ Di Sơn, Tây Xương, Tây Song Bản Nạp, Trung Vệ |
| Singapore Airlines              | Singapore |
| SriLankan Airlines              | Colombo-Bandaranaike |
| Thai Airways International      | Bangkok-Suvarnabhumi |
| Tibet Airlines                  | Lhasa |
| Turkish Airlines                | Istanbul |
| Turkmenistan Airlines           | Ashgabat |
| United Airlines                 | San Francisco |
| Uzbekistan Airways              | Tashkent |
| Vietnam Airlines                | Hà Nội, Nha Trang |

### Hàng hóa
| Hãng hàng không          | Các điểm đến |
| ------------------------ | --- |
| AirBridgeCargo Airlines  | Moskva-Domodedovo, Moskva-Sheremetyevo, St. Petersburg |
| Air China Cargo          | Anchorage, Atlanta, Chennai, Chicago-O'Hare, Copenhagen, Dallas/Fort Worth, Frankfurt, Los Angeles, Milan-Malpensa, New York-JFK, Paris-Charles de Gaulle, Portland (OR), Thượng Hải, Singapore, Vienna |
| Air Hong Kong            | Hồng Kông |
| Air Koryo                | Pyongyang |
| Cargolux                 | Luxembourg |
| Cathay Pacific Cargo     | Hồng Kông |
| China Southern Airlines  | Seoul-Incheon, Thâm Quyến |
| Etihad Crystal Cargo     | Abu Dhabi, Almaty |
| FedEx Express            | Hàng Châu, Nam Kinh, Seoul-Incheon, Thượng Hải |
| Korean Air Cargo         | Seoul-Incheon |
| MASkargo                 | Kuala Lumpur |
| SAS Cargo Group          | Copenhagen, Thượng Hải, Stockholm-Arlanda |
| Singapore Airlines Cargo | Singapore |
| Volga-Dnepr              | Krasnoyarsk-Yemelyanovo |

## Các nhà ga (Terminal)
- Terminal 1 mở cửa ngày 20/9/2004 và phục vụ các tuyến quốc nội và Hồng Kông, Macau. Nhà ga 1 nhỏ và có 10 cổng lên máy bay.
- Terminal 2 có thể phục vụ 20 máy bay đồng thời. Kentucky Fried Chicken và Starbucks là 2 quầy phục vụ khách nhà ga T2 trước chuyến bay.
- Terminal 3 đang được xây dựng với thiết kế của một công ty kiến trúc Anh Foster and Partners, và dự kiến hoàn thành năm 2007. Diện tích sàn lên đến 900.000 m2 với 5 tầng nổi và 2 tầng ngầm, 66 cầu dẫn hành khách. Một đường băng mới cũng được xây dựng.

## Hải quan
Hải quan Bắc Kinh tịch thu rượu bỏ trong hành lý dù không có cảnh báo rõ (10/2005).

## Thư viện hình

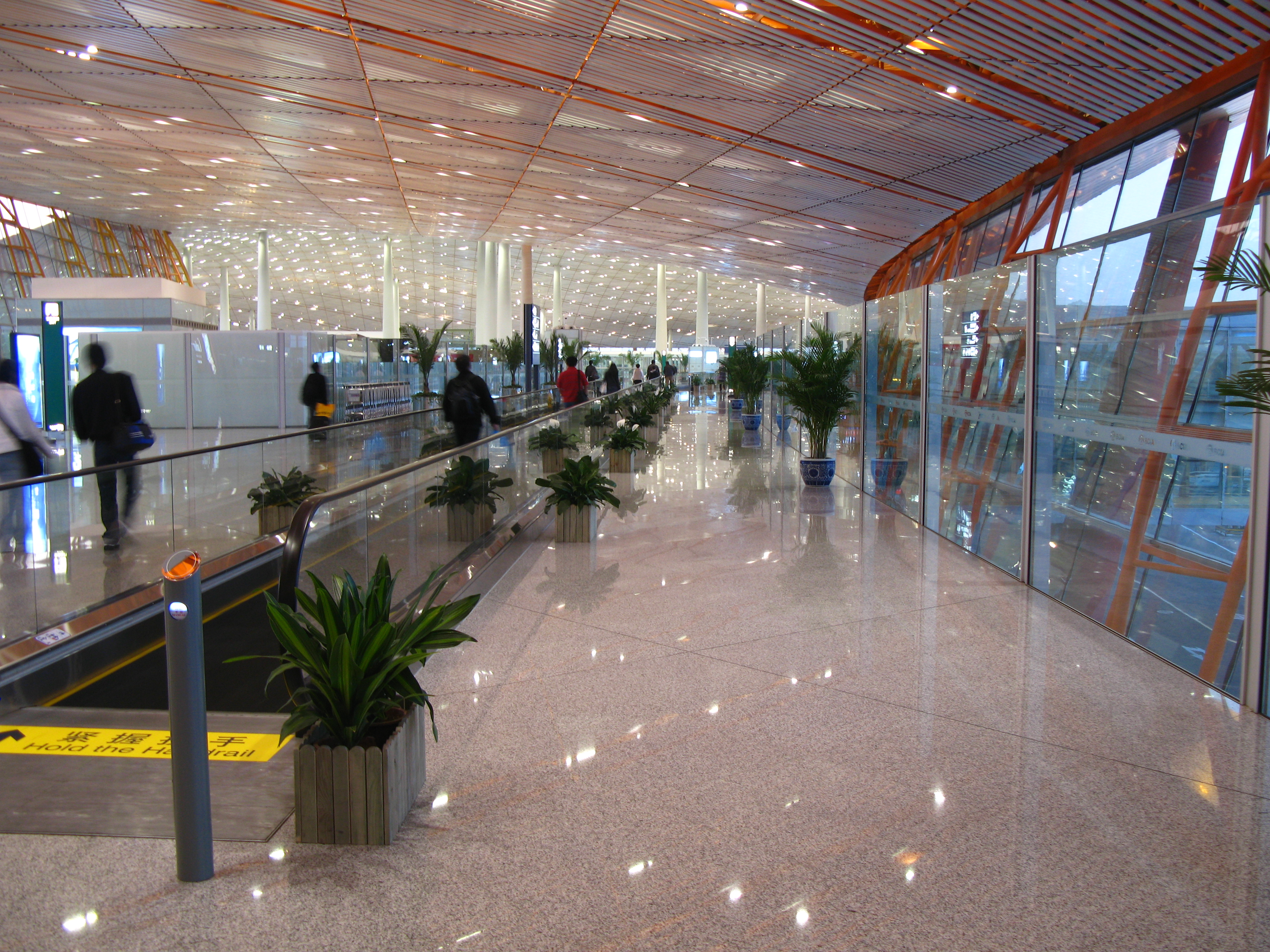
Đại sảnh sân bay
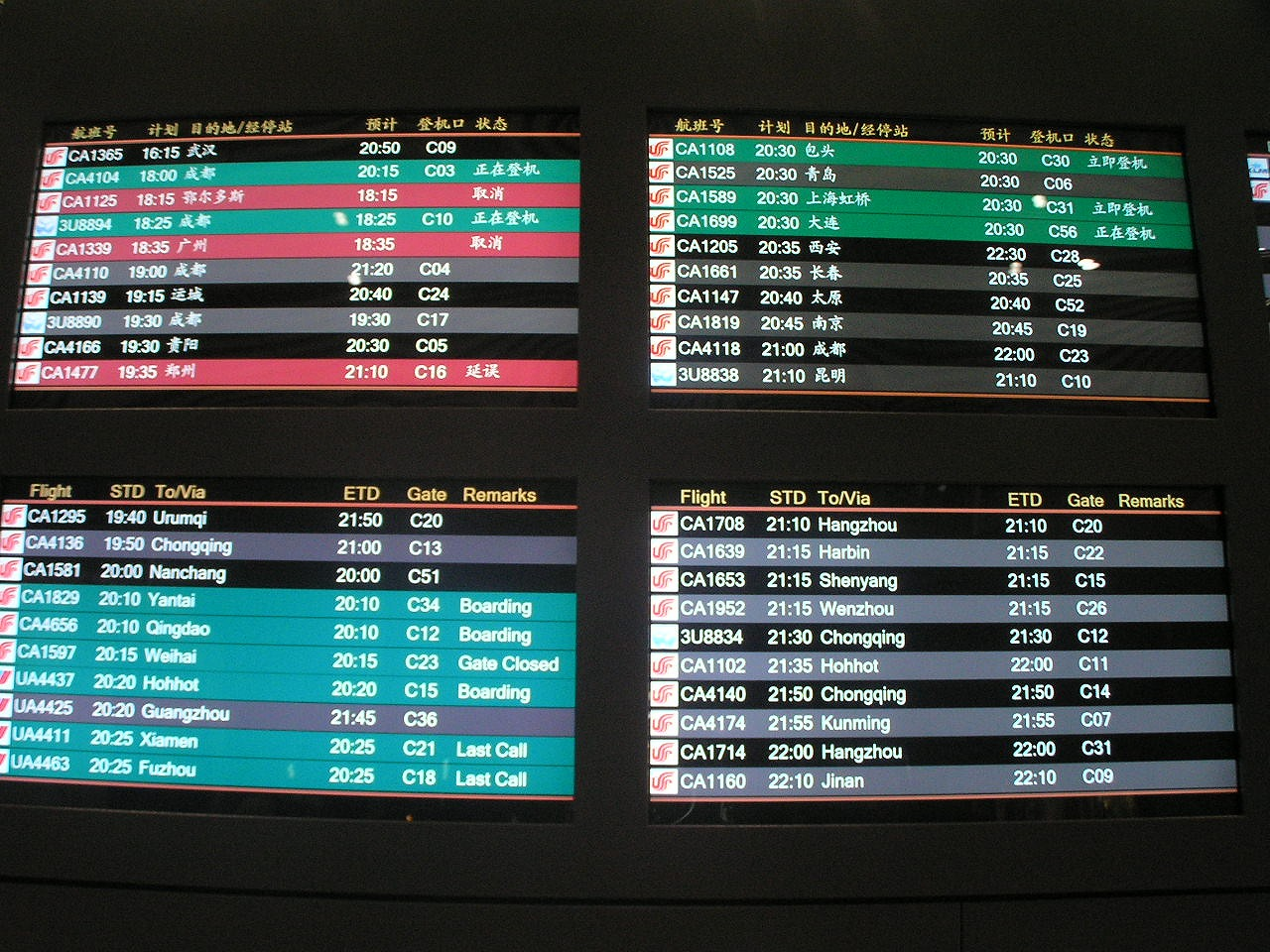
Bảng thông báo lịch bay
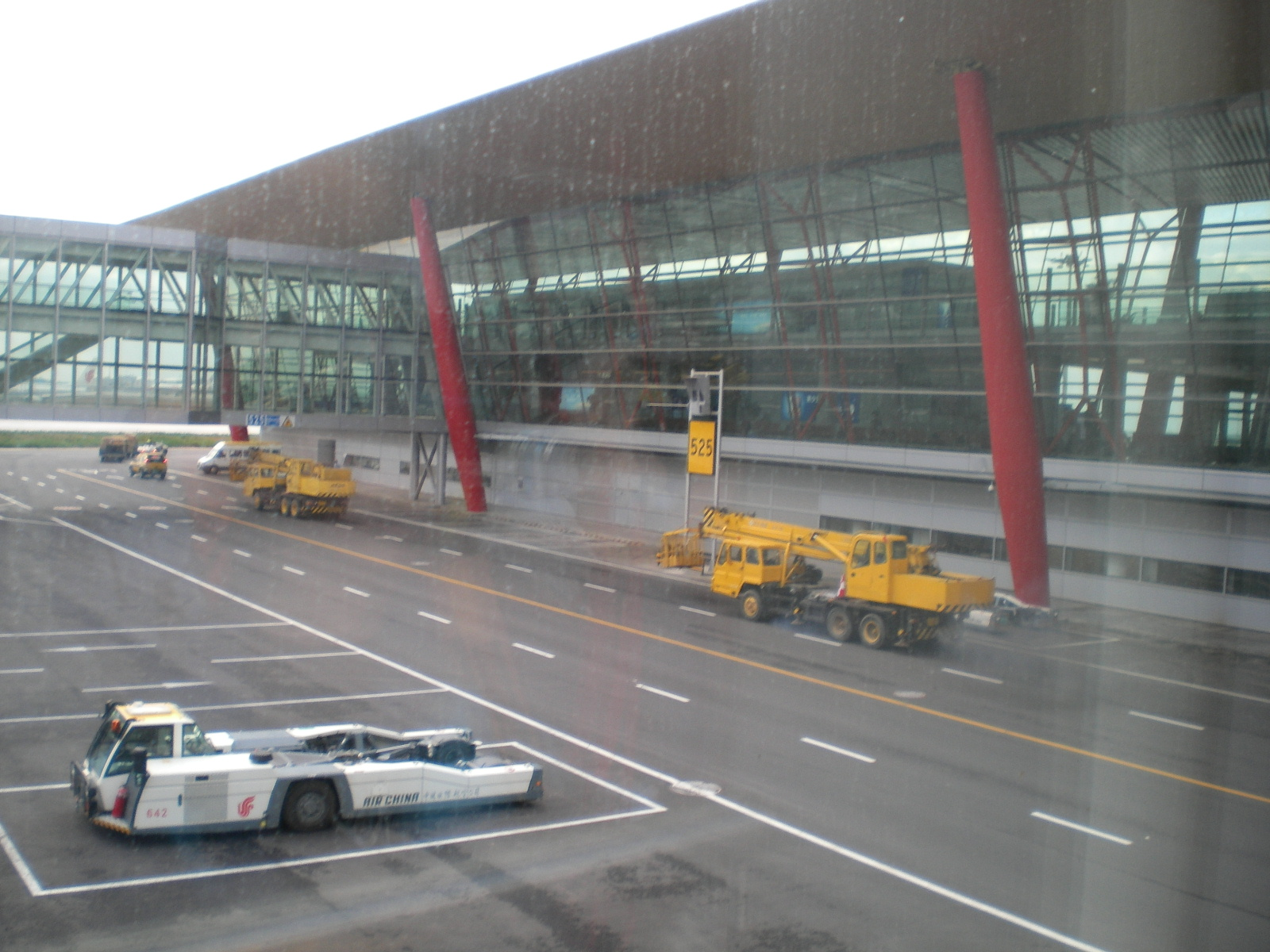
Những chiếc xe cẩu ở ngoài đường băng
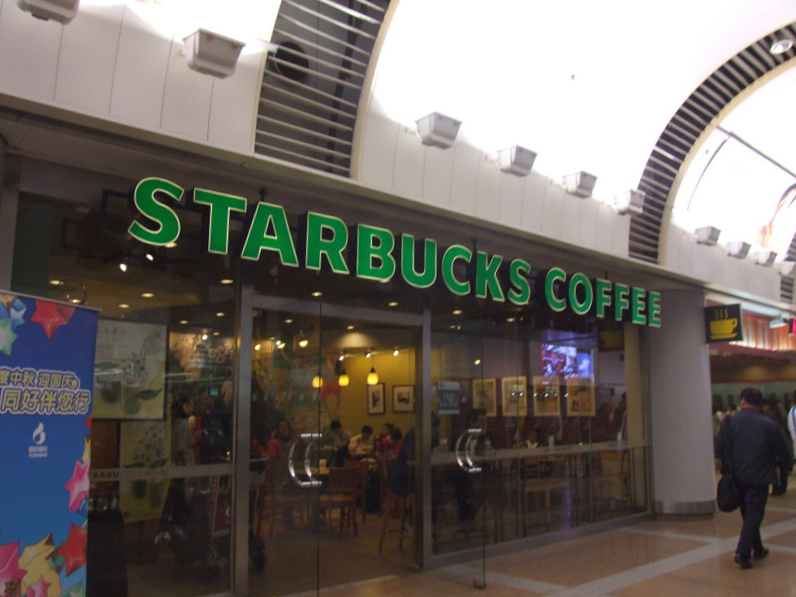
Một quán cà phê